# Lehtse
Lehtse är en ort i Estland.   Den ligger i landskapet Lääne-Virumaa, i den centrala delen av landet, 60 km öster om huvudstaden Tallinn. Lehtse ligger 90 meter över havet och antalet invånare är 493.
Terrängen runt Lehtse är mycket platt. Runt Lehtse är det glesbefolkat, med 13 invånare per kvadratkilometer. Närmaste större samhälle är Tapa, 7,8 km öster om Lehtse. Omgivningarna runt Lehtse är en mosaik av jordbruksmark och naturlig växtlighet.